# HD 173920
HD 173920，又名BD+54 2034，SAO 31151、HR 7071，是一颗恒星，视星等为6.23，位于銀經84.36，銀緯22.81，其B1900.0坐标为赤經18h 42m 54.2s，赤緯+54° 22.81′ 28″。